# سارة بوتسفورد
سارة بوتسفورد هي منتجة أفلام وكاتبة سيناريو ومخرجة وممثلة كندية، ولدت في 8 أبريل 1951 في كندا.

## أعمال

### أفلام
- (2005) الضباب[3]

### مسلسلات
- إن سي آي إس
- كولد كيس

## وصلات خارجية
- سارة بوتسفورد على موقع IMDb (الإنجليزية)
- سارة بوتسفورد على موقع ألو سيني (الفرنسية)
- سارة بوتسفورد على موقع أول موفي (الإنجليزية)
- سارة بوتسفورد على موقع قاعدة بيانات الأفلام السويدية (السويدية)
- سارة بوتسفورد على موقع قاعدة بيانات الفيلم (الإنجليزية)
- سارة بوتسفورد على موقع كينوبويسك (الروسية)